# Teddy Milton
Teddy Milton, nome artístico de Milton da Cunha (Jundiaí, 4 de fevereiro de  1945 - Jundiaí, 25 de janeiro de 2005), foi um cantor brasileiro.

## Biografia
Iniciou sua carreira por volta dos 16 anos quando tocou pela primeira vez na Dragoes Mecanica, situada na Vila Arens. Entrou para a orquestra Universal, pertencente ao maestro Aylton de Souza, onde um dia tocando em São Paulo, chamou a atenção de um produtor da Odeon que o convidou para gravar.
No ano de 1964, Teddy Milton lança o compacto A Casa do Sol Nascente, versão de Fred Jorge para a música The House of Rising Sun, música tradicional de New Orleans, que, com arranjo de Alan Price e interpretada pelo conjunto The Animals, era sucesso na época. Devido a problemas com a gravadora, depois de gravar mais dois discos, Teddy mudou para a Epic onde gravou mais dois discos, um deles tinha a música Anjo do Amor. Teddy Milton, segundo seu filho Cristian Cesar, viajou para vários países da América do Sul, cantando até com Sara Montiel.
Em janeiro de 2005, faleceu em decorrência das complicações de um acidente vascular cerebral sendo sepultado no Cemitério Municipal Nossa Senhora do Desterro em Jundiaí. Deixou um casal de filhos que tem a mesma verve do pai, são cantores também, Cristian Cesar e sua irmã Katia.
1. ↑   (revista Intervalo, ed. Abril, 1965)